# Elvira Holmberg
Hulda Elvira Holmberg, född 15 november 1905 i Tåsjö församling, Västernorrlands län, död 24 januari 1991 i Torsåkers församling, Västernorrlands län, var en svensk socialdemokratisk riksdagspolitiker.
Holmberg var ledamot av riksdagens andra kammare från 1960, invald i valkretsen Västernorrlands län.